# Музейно-выставочный центр (Иваново)
Музейно-выставочный центр расположен в городе Иваново; является подразделением Ивановского государственного историко-краеведческого музея имени Д. Г. Бурылина. 

## История
Построенное в 1980 году по проекту архитекторов А. И. Толстопятова и В. М. Шахматова здание изначально предназначалось для Музея первого Совета, который открылся здесь 28 мая того же года — к 75-летию первого в России общегородского совета рабочих депутатов в Иваново-Вознесенске. В одном из залов музея разместилась созданная художниками Н. Н. Соломиным и М. И. Самсоновым масштабная диорама «Митинг Иваново-Вознесенских рабочих на р. Талке. Рождение первого Совета» (14x50 м).
С 2007 года здание закрылось на капитальный ремонт, а работники центра начали проводить выездные мероприятия. С 2019 года вновь открыт для посетителей.
Музей располагает собственными архивом и научной библиотекой, а также конференц-залом на 200 человек.